# Xylenol
Xylenol (též dimethylfenol) je aromatická sloučenina se dvěma methylovými skupinami a hydroxylovou skupinou (patří tedy mezi fenoly). Existuje šest izomerů z nichž nejdůležitější je 2,6-xylenol (2,6-dimethylfenol) s oběma methylovými skupinami v poloze ortho vůči hydroxylové skupině. Název „xylenol“ je kombinací názvů xylen a fenol, což jsou sloučeniny, od nichž je xylenol odvozen.

## Některé vlastnosti
Fyzikální vlastnosti všech izomerů xylenolu jsou velmi podobné.
| Izomer        | 2,3-xylenol | 2,4-xylenol | 2,5-xylenol | 2,6-xylenol | 3,4-xylenol | 3,5-xylenol |
|               |             |             |             |             |             |             |
| CAS           | 526-75-0    | 105-67-9    | 95-87-4     | 576-26-1    | 95-65-8     | 108-68-9    |
| t.t. °C       | 70–73       | 22–23       | 63–65       | 43–45       | 62–68       | 61–64       |
| t.v. °C       | 217         | 211–212     | 212         | 203         | 227         | 222         |
| hustota g/cm3 |             | 1,011       | 0,971       |             |             |             |

## Použití
Xylenoly jsou společně s kresoly (a „kyselinou kresylovou“, což je triviální název pro směs kresolů, případně pro kyseliny obsažené v ropě nebo uhelném dehtu) důležitou třídou fenolů s velkým významem pro průmysl. Používají se jako pesticidy a pro výrobu antioxidantů. Xylenolová oranž je redoxní indikátor na bázi xylenolu.
2,6-xylenol je monomer pro přípravu poly(p-fenylenoxid)ových pryskyřic, a to prostřednictvím oxidativního párování uhlík-kyslík. Je možná také dimerizace uhlík-uhlík. V jedné studii se 2,6-xylenol oxiduje jodozobenzendiacetátem s pětinásobným nadbytkem fenolu.
V prvním kroku navrženého reakčního mechanismu se acetylové skupiny v jodové sloučenině nahrazují fenolem. Tento komplex disociuje na arylový radikálový anion a fenoxidový zbytek. Dva arylové radikály rekombinují a tvoří novou kovalentní vazbu uhlík-uhlík, následně ztrácí dva protony v rearomatizačním kroku. Okamžitým reakčním produktem je difenochinon jakožto výsledek čtyřelektronové oxidace. Nicméně lze syntetizovat i bifenylové sloučeniny, a to komproporcionací chinonu již přítomným xylenolem. V této reakční posloupnosti se nakonec hypervalentní jodové reagencium redukuje na fenyljod.
3,5,3',5'-tetramethyl-bifenyl-4,4'-diol se používá jako redukční činidlo pro stříbrné sloučeniny ve fotografii a jako složka epoxidových pryskyřic.